# 에스메랄다 (1970년 텔레노벨라)
《에스메랄다》(스페인어: Esmeralda)는 1970년부터 1971년까지 방영된 베네수엘라의 텔레노벨라이다.